# Carlos Gordillo
Carlos A. Gordillo fue un  primer actor de reparto argentino del siglo XX.

## Carrera
Gordillo fue un actor secundario de cine, radio y teatro. En la pantalla grande actuó  en unos 10 filmes junto a eximias figuras de la escena argentina como Tita Merello, Dringue Farías, Adolfo Stray, Vicente Rubino, Álvaro Escobar, Domingo Conte, Lalo Malcolm, Santiago Gómez Cou, Tito Alonso, entre otros.
En radio participó en 1934 en la LS4 Radio Porteña en el radioteatro Ronda Policial, protagonizada por Julio Bianquet, Lucía Barausse y Nelly Lainez, con libretos del comisario Ramón Cortés Conde.
En 1937 tuvo a su cargo la dirección de una novela radial de ambiente pueblerino firmadas por los autores Mario J. Bellini y J. Fernández Arroyo, emitida por Radio Porteña  cuya primera actriz fue Josefina Dessein, formando la "Compañía Radio- teatral "Dessein-Gordillo".
En teatro perteneció al conjunto de la "Compañía Gordillo - Del Vecchio", junto con el actor José Del Vecchio, habiendo trabajado también con la primera actriz Angelina Pagano.

### Filmografía
- 1941: La mujer del zapatero
- 1942: Gran pensión La Alegría
- 1944: La danza de la fortuna
- 1945: Una mujer sin importancia
- 1946: Tres millones y el amor
- 1948: Su íntimo secreto
- 1950: El cielo en las manos
- 1950: Arrabalera
- 1950: Buenos Aires a la vista
- 1951: A La Habana me voy
- 1951: Patrulla Norte[5]